# Walt Disney Animation Studios
A Walt Disney Animation Studios (WDAS), másik használt nevén Disney Animation egy amerikai animációs stúdió, amely egész estés animációs filmeket készít, illetve animációs televíziós és rövidfilmeket a The Walt Disney Company számára. Székhelye a kaliforniai Burbankben található. 1923. október 16-án alapították, ma a Walt Disney Studios része. A stúdió összesen 57 egészestés filmet gyártott, kezdve a Hófehérke és a hét törpe (1937) elkészítésével.
1923-ban alapították, akkor még Disney Brothers Cartoon Studio néven, majd beolvasztották a Walt Disney Productionsbe, 1929-ben. A stúdió főként animációs rövidfilmek készítésével foglalkozott, amíg 1934-ben nem kezdett el nyitni az egészestés rajzfilmek felé, a filmiparban akkor példátlan módon. 1983-ban a Walt Disney Productions élőszereplős filmek készítésére szakosodott stúdiójának a Walt Disney Pictures nevet adta, később az 1986-os átszervezések közben utóbbi a The Walt Disney Company nevet kapta, az animációs stúdió pedig ennek leányvállalatává vált, Walt Disney Feature Animation néven. A Pixar felvásárlását követően 2007-ben kapta meg a stúdió mai elnevezését.
Mióta a stúdió létezik, az elsőszámú animációs stúdióként tartják számon, rengeteg gyártási módszert, koncepciót és elvet elsajátított, amelyek a mai hagyományos animáció alapját képezik. Úttörő szerepe volt a klasszikus storyboarding kialakításában és elterjesztésében, amely nem csak az animációs filmgyártásban, de az élőszereplősben is meghatározó munkafolyamattá vált. A stúdió animációs filmjei a Disney legértékesebb védjegyeit alkották meg – így Mickey egeret, Minnie egeret, Donald kacsát, Daisy kacsát, Goofyt és Plutót.
A Walt Disney Animation Studios a mai napig az animációs piac meghatározó szereplője, amely hagyományos animációval és számítógépes animációval egyaránt dolgozik.

## Franchise-ok
| Cím                              | Kiadási dátum |
| -------------------------------- | ------------- |
| Fantázia                         | 1940-1999     |
| Bambi                            | 1942-2006     |
| Saludos Amigos                   | 1942-1944     |
| Hamupipőke                       | 1950-2015     |
| Pán Péter                        | 1953-máig     |
| Susi és Tekergő                  | 1955-2001     |
| 101 kiskutya                     | 1961-máig     |
| Micimackó                        | 1966-máig     |
| A dzsungel könyve                | 1967-máig     |
| A mentőcsapat                    | 1977-1990     |
| A róka és a kutya                | 1981-2006     |
| A kis hableány                   | 1989-2008     |
| Szépség és a szörnyeteg          | 1991-2017     |
| Aladdin                          | 1992-máig     |
| Az Oroszlánkirály                | 1994-máig     |
| Pocahontas                       | 1995-1998     |
| A notre dame-i toronyőr          | 1996-2002     |
| Mulan                            | 1998-máig     |
| Tarzan                           | 1999-2005     |
| Atlantis: Az elveszett birodalom | 2001-2003     |
| Lilo és Stitch – A csillagkutya  | 2002-2006     |
| Mackótestvér                     | 2003-2006     |
| Rontó Ralph                      | 2012-máig     |
| Jégvarázs                        | 2013-máig     |

## Vezetőség
A Walt Disney Animation Studios jelenleg (2019) Jennifer Lee és Andrew Milstein vezetése alatt áll.
A stúdió korábbi elnökei Peter Schneider (1985-1999), Tomas Schumacher (2000-2002), David Stainton (2003-2006), illetve Edwin Catmull (2007-2018).
A stúdió egyéb vezetői között, akik nagy hatással voltak annak munkásságára, megemlítendő John Lasseter (2006-2018, CCO), Roy E. Disney (1985-2003, igazgató), Jeffrey Katzenberg (1984-1994, igazgató), Michael Eisner (1984-2005, CEO) és Frank Wells (1984-1994). Roy Disney 2009-es halálát követően a WDAS székhelyét 2010 májusában The Roy E. Disney Animation Buildingre nevezték át.

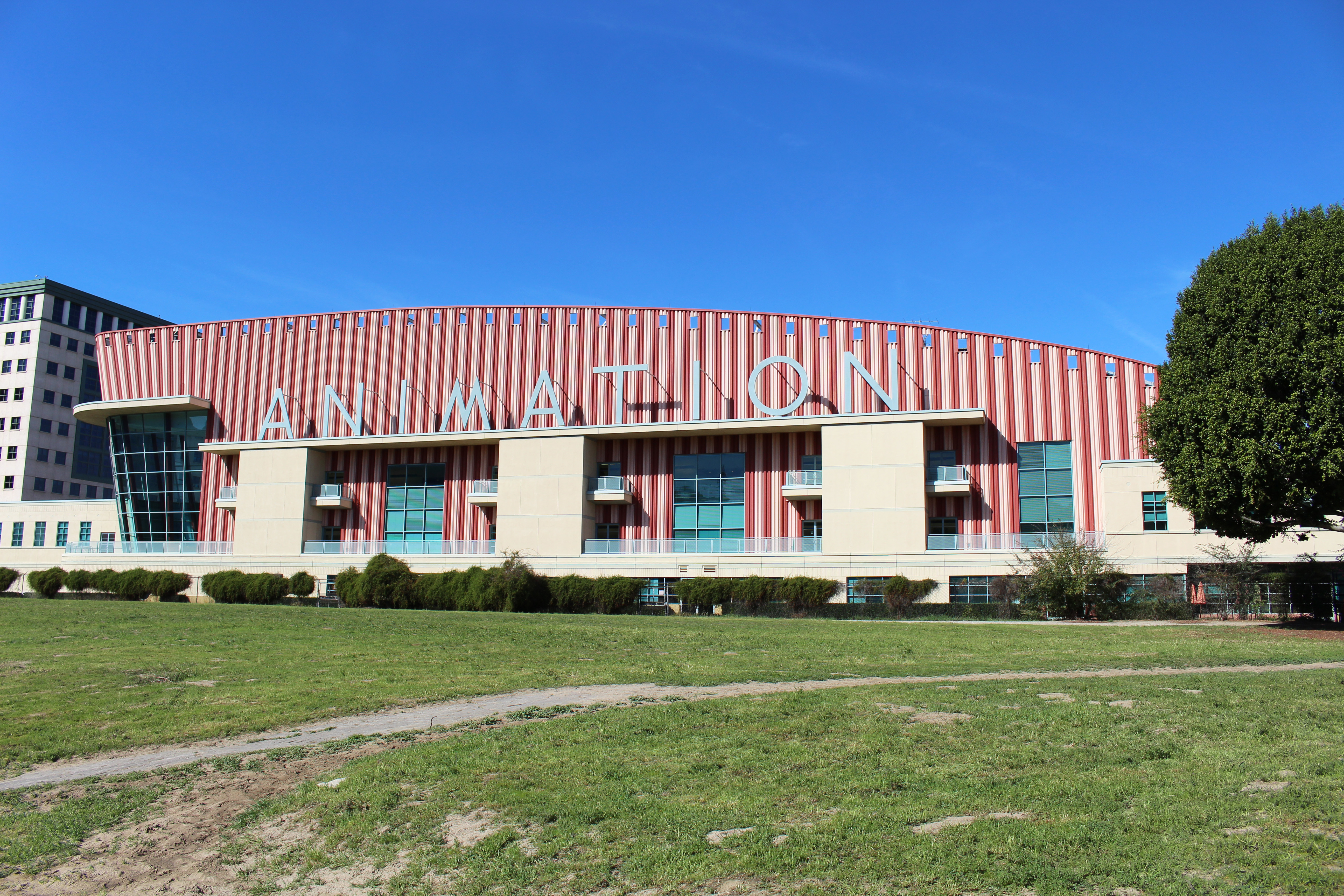
A Roy E. Disney Animation Building déli oldala

## Fordítás
Ez a szócikk részben vagy egészben  a   Walt Disney Animation Studios című angol Wikipédia-szócikk ezen változatának fordításán alapul.  Az eredeti cikk szerkesztőit annak laptörténete sorolja fel. Ez a jelzés csupán a megfogalmazás eredetét és a szerzői jogokat jelzi, nem szolgál a cikkben szereplő információk forrásmegjelöléseként.